# Xanthorhoe albicans
Xanthorhoe albicans är en fjärilsart som beskrevs av Embrik Strand 1901. Xanthorhoe albicans ingår i släktet Xanthorhoe och familjen mätare. Inga underarter finns listade i Catalogue of Life.